# BENE-LIGA 2008
De BENE-LIGA 2008 is de eerste editie van het handbaltoernooi voor herenploegen uit België en Nederland.
De competitie heeft tot doel het sportieve niveau van het handbal in beide landen te verhogen. Uiteindelijk hoopt de organisatie tegen 2010 te kunnen overgaan naar een volwaardige competitie.
De eerste editie werd gewonnen door de Belgische ploeg KV Sasja HC, zij haalden het in de finale van het Nederlandse Eurotech Bevo HC met 31-24.

## Opzet

### Voorronde
In de voorronde wordt er gespeeld over twee wedstrijden, een thuis- en een uitwedstrijd. Om beide landen een gelijke kans
te geven op de eindoverwinning in de BENE-LIGA, spelen in de voorronde de teams uit België en Nederland tegen elkaar.
Het gegeven "thuis" en "uit" spelen is relatief omdat door de organisatie van de BENE-LIGA twee hallen in België en Nederland
werden gekozen, waar alle wedstrijden zullen plaatsvinden. Voor de Nederlandse ploegen is thuis spelen ofwel in de
BouwCoach hallen in Panningen of Opperdam in Volendam. In België wordt gespeeld in Sporthal Alverberg
Hasselt en Eburons Dome in Tongeren.
Het team dat na beide wedstrijden de meeste punten heeft is de winnaar. Bij een gelijk aantal punten worden er verlengingen gespeeld.
Wanneer ook dan de stand gelijk zou zijn moeten 7-meterworpen de beslissing brengen.
De vier wedstrijden van de voorronde worden gespeeld op zaterdag 26 en zondag 27 januari 2008.

### Final Four
De teams die als winnaar uit de voorronde komen plaatsen zich voor de Final Four. De teams spelen dan in De Soeverein in Lommel op zaterdag 31 mei. De halve finales worden gespeeld over één wedstrijd bepaald door loting. De twee winnaars spelen op zondag 1 juni de finale.

## Teams
| Club               | Stad      | Provincie     | Land               |
| ------------------ | --------- | ------------- | ------------------ |
| Initia Hasselt     | Hasselt   | Limburg       | Vlag van België    |
| Sporting Neerpelt  | Neerpelt  | Limburg       | Vlag van België    |
| United HC Tongeren | Tongeren  | Limburg       | Vlag van België    |
| KV Sasja HC        | Hoboken   | Antwerpen     | Vlag van België    |
| FIQAS/Aalsmeer     | Aalsmeer  | Noord-Holland | Vlag van Nederland |
| Eurotech Bevo HC   | Panningen | Limburg       | Vlag van Nederland |
| Hellas             | Den Haag  | Zuid-Holland  | Vlag van Nederland |
| KRAS/Volendam      | Volendam  | Noord-Holland | Vlag van Nederland |

## Resultaten

### Voorronde
| Datum           | Locatie                     | Team 1             | Team 2             | Score   |
| --------------- | --------------------------- | ------------------ | ------------------ | ------- |
| 26 januari 2008 | Alverberg, Hasselt          | KV Sasja HC        | FIQAS/Aalsmeer     | 31 - 31 |
| 27 januari 2008 | Opperdam, Volendam          | FIQAS/Aalsmeer     | KV Sasja HC        | 28 - 29 |
| Totaal          | Totaal                      | KV Sasja HC        | FIQAS/Aalsmeer     | 60 - 59 |
| 26 januari 2008 | Alverberg, Hasselt          | Initia Hasselt     | KRAS/Volendam      | 24 - 21 |
| 27 januari 2008 | Opperdam, Volendam          | KRAS/Volendam      | Initia Hasselt     | 25 - 24 |
| Totaal          | Totaal                      | Initia Hasselt     | KRAS/Volendam      | 48 - 46 |
| 26 januari 2008 | BouwCoach hallen, Panningen | Eurotech Bevo HC   | Sporting Neerpelt  | 34 - 29 |
| 27 januari 2008 | Eburons Dôme, Tongeren      | Sporting Neerpelt  | Eurotech Bevo HC   | 25 - 33 |
| Totaal          | Totaal                      | Eurotech Bevo HC   | Sporting Neerpelt  | 67 - 54 |
| 26 januari 2008 | BouwCoach hallen, Panningen | Hellas Den Haag    | United HC Tongeren | 24 - 31 |
| 27 januari 2008 | Eburons Dôme, Tongeren      | United HC Tongeren | Hellas Den Haag    | 32 - 30 |
| Totaal          | Totaal                      | United HC Tongeren | Hellas Den Haag    | 63 - 54 |

### Final Four

#### Halve finales
| Datum       | Locatie              | Team 1             | Team 2           | Score   |
| ----------- | -------------------- | ------------------ | ---------------- | ------- |
| 31 mei 2008 | De Soeverein, Lommel | United HC Tongeren | Eurotech Bevo HC | 32 - 35 |
| 31 mei 2008 | De Soeverein, Lommel | Initia Hasselt     | KV Sasja HC      | 25 - 33 |

#### Derde/vierde plaats
| Datum       | Locatie              | Team 1         | Team 2             | Score   |
| ----------- | -------------------- | -------------- | ------------------ | ------- |
| 1 juni 2008 | De Soeverein, Lommel | Initia Hasselt | United HC Tongeren | 30 - 27 |

#### Finale
| Datum       | Locatie              | Team 1           | Team 2      | Score   |
| ----------- | -------------------- | ---------------- | ----------- | ------- |
| 1 juni 2008 | De Soeverein, Lommel | Eurotech Bevo HC | KV Sasja HC | 24 - 31 |

|                      |
| Vlag van België      |
| KV Sasja HC 1e titel |